# Schlosskapelle St. Maria Magdalena (Essen-Bredeney)

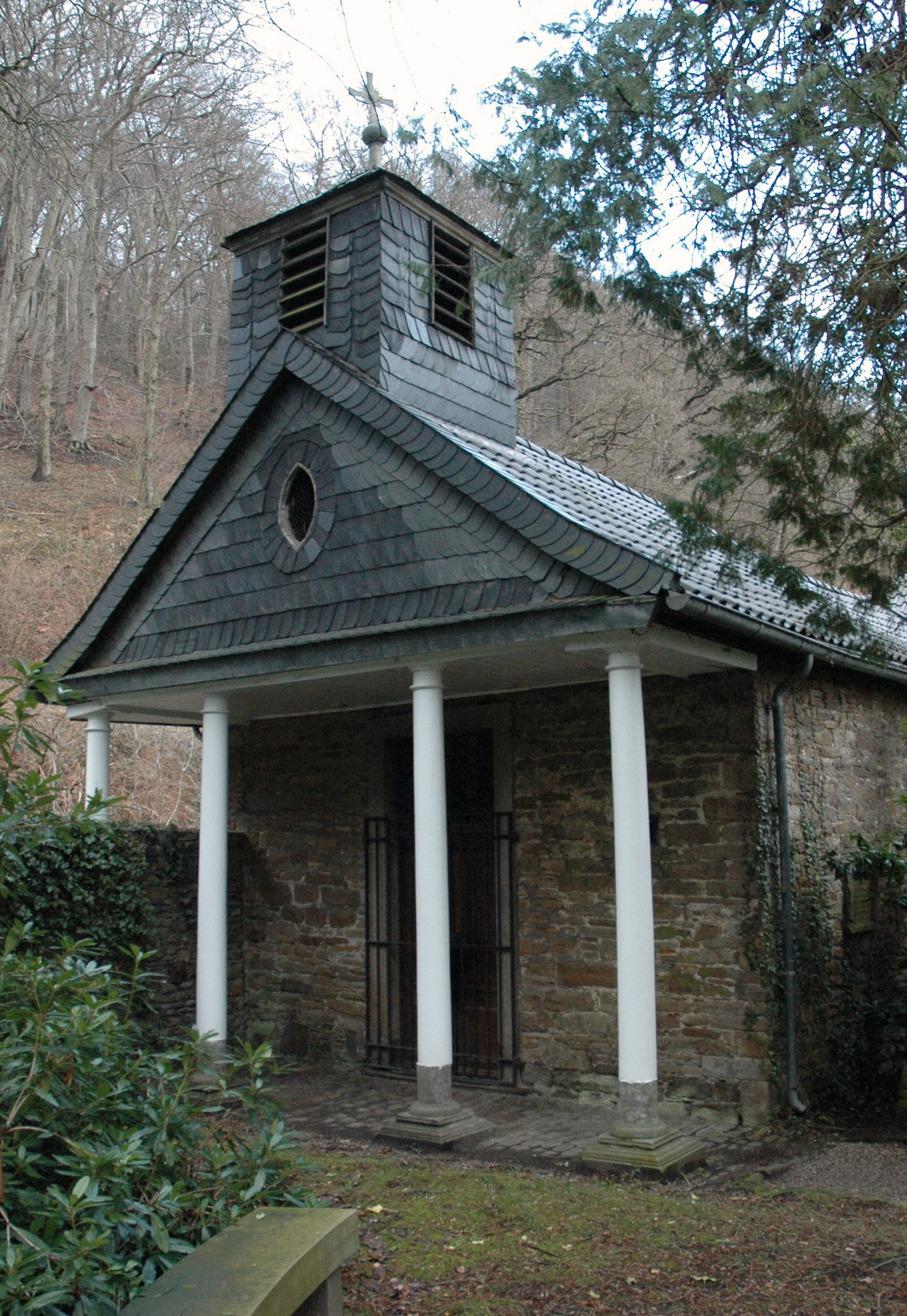
Schlosskapelle St. Maria Magdalena

Die Schlosskapelle St. Maria Magdalena ist eine Kapelle im Essener Stadtteil Bredeney, deren Namenspatron Maria Magdalena ist. Sie wurde 1337 aus Ruhrsandstein erbaut.

## Geschichte
Heute wird die Kapelle von der Pfarrgemeinde St. Markus in Essen-Bredeney betreut. Sie wurde von Theodor von Leythe gestiftet, nach der Heiligen Magdalena geweiht und gehört als Schlosskapelle zum Schloss Baldeney, dem ehemaligen Sitz eines Ministerialen der Werdener Abtei. Ihr Aussehen geht auf einen Umbau im 16. Jahrhundert zurück, während die Ausstattung in ihrem Inneren aus dem Jahre 1821 stammt. Das von Säulen getragene Vordach stammt vermutlich ebenfalls aus dem 19. Jahrhundert. Die Schlosskapelle gehört zur Propsteigemeinde St. Ludgerus. Die innere Ausstattung stammt aus der Zeit der Neu-Weihung im Jahr 1821. Nach der Restaurierung im August 1994 wurde die Kapelle wieder für Gottesdienste freigegeben. Am 16. August 2015 bekam sie ein neues Altarbild.